# Nova Odesa
Nova Odesa (ukrainsk: Нова́ Оде́са, tr. Nová Odésa, ukrainsk udtale: [nɔˈʋa ɔˈdɛsɐ]  ( hør)) er en by i Mykolajiv oblast (region) i det sydlige Ukraine. I 2021 havde byen  11.690 indbyggere. Indtil 2020 var den administrativt centrum i Nova Odesa rajon (distrikt).

## Galleri
- Rådhus
- Kornoplagringsfaciliteter i Nova Odesa
- Mindesmærke for Anden Verdenskrig
- Mindesmærke for Den afghansk-sovjetiske krig
- Holocaust mindesmærke i Nova Odesa

.